# 61 Даная
61 Даная — астероїд головного поясу, відкритий 9 вересня 1860 року.
Тіссеранів параметр щодо Юпітера — 3,162.